# Paläophrenie
Paläophrenie ist ein Begriff aus der Neuropsychiatrie und bezeichnet eine „ursprüngliche oder primitive Mentalität, die von O. Osborne vorgeschlagen wurde, um den Begriff der Schizophrenie zu ersetzen und um die Regression zu einem primitiven Zustand des Denkens zu betonen, das bei Schizophrenen oft beobachtet“ werde.
Carl Antoine Pierson, ein französischer Psychopathologe, erschuf darauf basierend seine rassistische Theorie der Paläophrenie zur wissenschaftlichen Rechtfertigung des Algerienkriegs. 1955 übernahm Pierson von Osbourne den Begriff Paläophrenie, um eine rassebedingte Tendenz zur Kriminalität beim Maghrebiner zu beweisen; er ersetzt in der wissenschaftlichen Literatur somit den Begriff „primitiv“. Sein Begriff fand Eingang in Standardwerke.
Frantz Fanon widmet das Kapitel über Psychopathologien in Die Verdammten dieser Erde unter anderem der Paläophrenie. 